# Cervello matriosca
Un cervello matriosca (traduzione dell'inglese matrioshka brain, talora abbreviato in MB) è un'ipotetica megastruttura proposta dal futurologo Robert J. Bradbury, basata sul concetto di sfera di Dyson, di immensa capacità computazionale.
L'oggetto artificiale, di dimensioni enormi, utilizzerebbe una stella come sorgente di energia e tutto il materiale disponibile come sorgente di computronium.
Il concetto deriva il proprio nome dalla matriosca, bambola smontabile a guisa di scatole cinesi tipica del folclore russo.
Il termine fu coniato da Robert Bradbury come alternativa al Jupiter brain ("cervello Giove"), un concetto analogo ma su una scala planetaria minore e ottimizzato per un ritardo minimo della propagazione del segnale. Questi sono simili a dei gusci, che sono il più efficiente metodo conosciuto (da un punto di vista dei requisiti energetici e di massa) per costruire i cervelli matriosca. I cervelli matriosca sono intelligenze distribuite, mentre i Jupiter Brain sono intelligenze concentrate.

## Proprietà
I cervelli matriosca dovrebbero avere una durata simile a quella delle stelle che li alimentano, quindi fino a 1014 anni per le stelle più piccole. Dovrebbero essere, in essenza, costituiti da sfere di Dyson concentriche che vanno da orbite tanto ravvicinate quanto quella di Mercurio ad orbite tanto lontane quanto l'orbita di Nettuno e che potrebbero assorbire ed utilizzare essenzialmente tutta l'energia prodotta dalla stella, rendendo l'oggetto e la sua stella praticamente invisibili.
Un'altra proprietà è che i cervelli matriosca sono costruiti utilizzando la più avanzata forma di nanotecnologia possibile.